# Зимин, Дмитрий Борисович
Дми́трий Бори́сович Зими́н (28 апреля 1933, Москва, РСФСР, СССР — 22 декабря 2021, Швейцария) — российский предприниматель, основатель и почётный президент компании «Вымпел-Коммуникации» (торговая марка — «Билайн»), учёный-радиотехник, доктор технических наук (1984). С 2000-х годов — благотворитель, основатель фонда «Династия», соучредитель премии «Просветитель».

## Биография

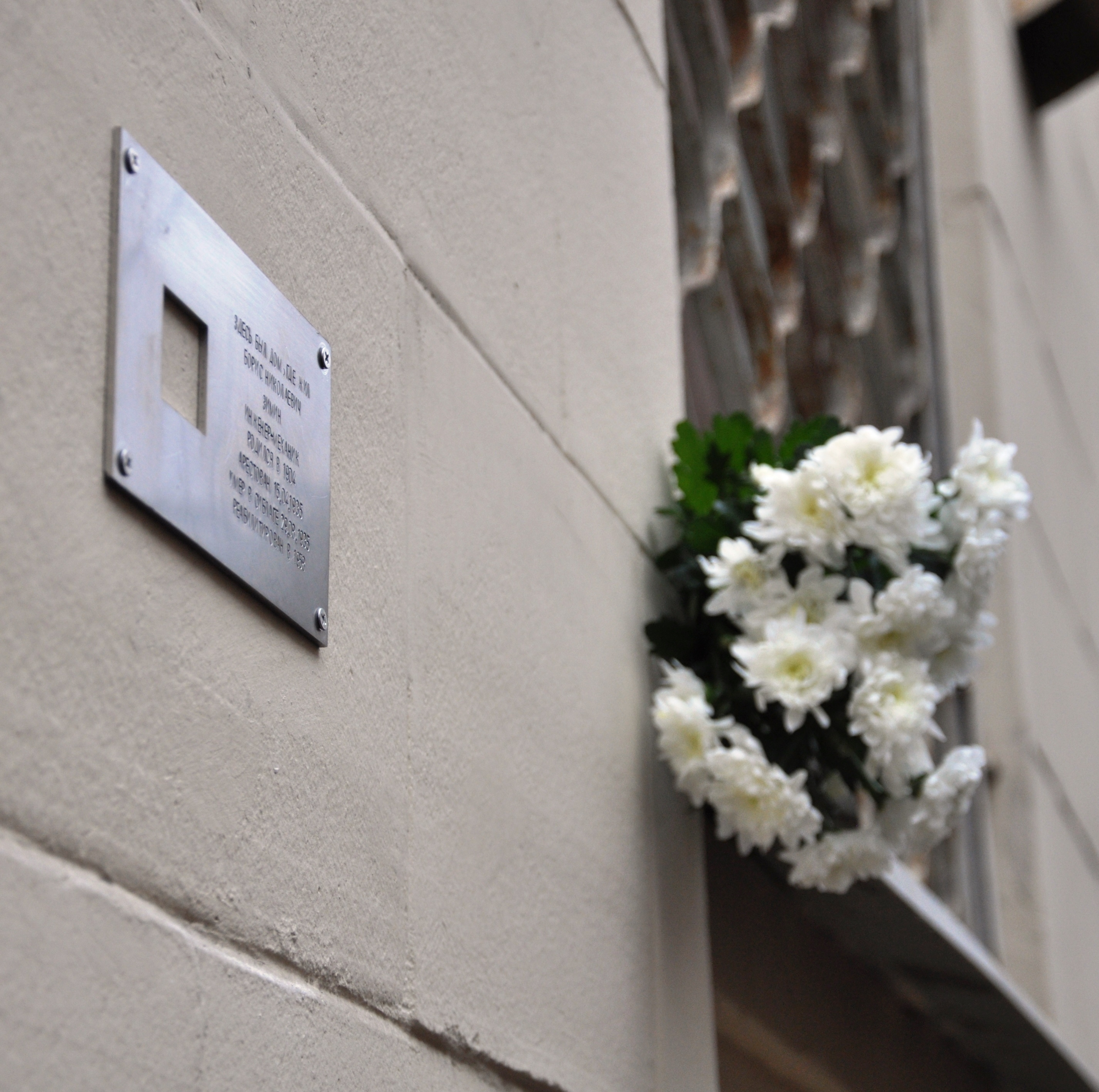
Памятный знак и цветы на доме, там где жили Зимины в Москве

Дмитрий Зимин родился 28 апреля 1933 года в Москве. По отцовской линии — потомок старообрядческого купеческого рода Зиминых, находившегося в родстве с Морозовыми, Гучковыми и другими купеческими родами.
Окончил московскую среднюю школу № 59. Начав в старших классах серьёзно заниматься радиотехникой, вместе с учителем физики С. М. Алексеевым написал небольшую книгу «Школьная УКВ-станция» (опубликована в 1956 году издательством ДОСААФ).
В 1950 году поступил на факультет радиоэлектроники летательных аппаратов Московского авиационного института, который окончил в 1957 году. Затем поступил на должность инженера в Проблемную лабораторию, организованную при кафедре профессора Михаила Неймана.
В 1962 году был приглашён на работу в одно из закрытых научно-исследовательских учреждений — Радиотехнический институт Академии наук СССР, возглавлявшийся академиком А. Минцем. Более тридцати пяти лет занимал руководящие посты в этом институте: был начальником лаборатории, затем четырнадцать лет — начальником научного отдела, а позже — директором центра по разработке радиотехнического оборудования.
Весной 1963 года защитил кандидатскую диссертацию под руководством Льва Дерюгина.
В 1965 году в составе авторов книги «Сканирующие антенны сверхвысоких частот» стал лауреатом премии имени А. С. Попова Академии наук СССР (в сборнике была опубликована статья «К теории полупроводниковых выключателей СВЧ диапазона», написанная Зиминым вместе с инженером А. А. Долженковым).
В 1984 году защитил докторскую диссертацию.
Как исследователь фазированных антенных решёток был назначен заместителем главного конструктора наземной радиолокационной станции «Дон-2Н», входящей в систему противоракетной обороны Центрального промышленного района. За период научно-исследовательской деятельности опубликовал более 100 научных трудов и изобретений.
На фоне резкого сокращения оборонных заказов в последние годы существования СССР, в рамках конверсионных программ 6 марта 1991 года зарегистрировал на базе Радиотехнического института малое предприятие КБ «Импульс». Первой разработкой фирмы стала система спутникового телевидения, которая была запущена в серийное производство на Вильнюсском заводе радиоизмерительных приборов (ВЗРИП) и продавалась в московском магазине «Эфир» на Тверской улице, но почти никакой прибыли этот проект не принёс. Следующим проектом была система кабельного телевидения АС-600, она также была запущена в серию и уже принесла небольшой доход.
В 1991 году организовал группу технических экспертов внутри Радиотехнического института по разработке сотовой телефонной связи. На начальном этапе в качестве партнёров была привлечена американская семейная фирма Plexis, принадлежавшая Оги Фабела (Augie K. Fabela II). В 1992 году было создано акционерное общество «Вымпел-Коммуникации», где Зимин стал президентом и генеральным директором. Сооснователем «Вымпелкома» вместе с Зиминым был Константин Кузовой, остававшийся, до своего убийства в 1999 году, крупным акционером «Билайна». В том же году была запущена в действие и заработала пилотная станция мобильной связи стандарта AMPS, покрывавшая Садовое кольцо и имевшая начальную ёмкость около 200 абонентов. Вскоре оператор связи начал предоставлять услуги мобильной связи на массовом рынке, освоив стандарты D-AMPS и GSM.
В мае 2001 года, когда абонентская база «Вымпелкома» превысила миллион абонентов, компания вышла на прибыльность, а в состав акционеров вошла группа «Альфа», Зимин оставил пост генерального директора и стал почётным президентом компании.
С начала 2000-х годов Дмитрий Зимин занимался благотворительной деятельностью, в 2002 году основал и возглавил фонд «Династия», основными задачами которого являются поддержка и популяризация российской фундаментальной науки.
В 2007 году Дмитрий Зимин издал книгу воспоминаний «От 2 до 72», в 2020 году был издан её дополненный вариант под названием «От 2 до…».
В 2008 году фондом «Династия» учреждена премия в области научно-популярной литературы «Просветитель».
В феврале 2015 года Зимин стал первым награждённым новой премией Министерства образования и науки Российской Федерации — «За верность науке» (звезда-статуэтка). При этом министр образования Д. В. Ливанов «отметил, что меценат на протяжении многих лет бескорыстно поддерживает фундаментальную науку и образование, способствуя тем самым созданию эффективной рабочей среды для учёных».
25 мая 2015 года, после того, как Министерство юстиции Российской Федерации включило фонд «Династия» в реестр некоммерческих организаций (НКО), выполняющих функции «иностранного агента», Дмитрий Зимин заявил о намерении прекратить финансирование фонда и о возможном его закрытии, а в июне 2015 года уехал из России на неопределённое время. Ряд известных людей осудил позицию Минюста в отношении фонда, считая её бюрократической и несправедливой. В частности, ректор НИУ «Высшая школа экономики» Ярослав Кузьминов полагает, что сложившаяся ситуация может нанести урон репутации государства, а известный российский журналист Михаил Таратута написал по этому поводу: 

«Многие заметные и не очень заметные, а просто порядочные люди уже высказали своё мнение об этом ошибочном, несправедливом, подлом решении Минюста, которое нанесёт стране огромный вред».
В 2016 году Зимин вместе с сыном Борисом основали международную некоммерческую организацию «Zimin Foundation», которая производит поддержку образования и науки в разных странах мира.
Скончался 22 декабря 2021 года в Швейцарии на 89-м году жизни, с помощью эвтаназии. Причина смерти — онкологическое заболевание. Церемония прощания прошла 28 декабря в Тель-Авиве в здании Тель-Авивского университета. Прах захоронен на Кипре.

### Семья
- Отец — Борис Николаевич Зимин (1904—1935), инженер-механик и метролог, был репрессирован[2][18] и погиб в лагере под Новосибирском[19].
- Мать — Берта (Бетти) Борисовна Зимина (урождённая Берта Беровна Докшицкая, 1899—1994)[20][21], родом из Вильно[22], работала машинисткой.
- Жена — Майя Павловна Зимина (урождённая Шахматова; 1936—2023), археолог, кандидат исторических наук (диссертация «Культура племен бассейна реки Мсты во II тысячелетии до н. э.», 1970), в 1971—1990 гг. начальник Северо-Западной экспедиции Института археологии АН СССР, автор многочисленных научных работ.
  - Сын — Сергей Дмитриевич Зимин[23]
  - Сын — Борис Дмитриевич Зимин (род. 1969), президент инвестиционной компании BMT Management.
    - Семеро внуков[24][25].

## Общественная деятельность
С октября 2000 года Дмитрий Зимин являлся членом Совета по конкурентоспособности и предпринимательству при Правительстве Российской Федерации.
В ноябре 2000 года был избран членом бюро правления Российского союза промышленников и предпринимателей (РСПП), с июня 2001 года — член рабочей группы РСПП для выработки позиции РСПП по вступлению России в ВТО и реформе таможенной политики.
Основатель «ВымпелКома», пионер отечественной мобильной телефонии, построивший свой бизнес с нуля, учёный, мультимиллионер и меценат, первый, кто пожертвовал всё своё состояние на благотворительность…

## Гражданская позиция
Передав фонду «Династия» бо́льшую часть своего состояния, Дмитрий Зимин считал, что «уход из бизнеса в благотворительность — стандартный путь, обычное человеческое поведение»:

«Ведь что делать с деньгами-то? Детям оставлять? Этим можно их жизнь погубить. Большие незаработанные деньги могут снести крышу…»
Критически относился к политической ситуации в России. В одном из интервью сказал:

«… я, по-видимому, патриот в том смысле, что ни за одну страну мне не бывает так стыдно, как за мою собственную. Мучительно, мучительно стыдно».

## Награды и премии
- 2001 год — лауреат российской премии «Бизнес-Олимп» в номинации «Бизнес-репутация».
- 2008 год — медаль «Символ науки» в номинации «Символ науки — предприниматель» за 2007 год — за конкретные символичные шаги, приближающие создание в обществе правовой и нравственной среды, в которой возможна добропорядочная конкуренция человеческих талантов[27][28].
- 2012 год — Благодарность Президента Российской Федерации — за активную благотворительную и общественную деятельность[29].
- 2013 год — медаль Эндрю Карнеги от Британского траста Карнеги[англ.] — за благотворительную деятельность[30].
- 2013 год — в подарок к 80-летнему юбилею Д. Б. Зимина в его честь назван астероид «(315493) Zimin[фр.]» (2008 AE2) из семейства Весты, открытый 6 января 2008 года астрономами Тимуром Крячко и Станиславом Коротким[31].
- 2015 год — специальная премия Министерства образования и науки Российской Федерации «За покровительство российской науке»[32].
- 2016 год — премия Международной ярмарки интеллектуальной литературы non/fictio№ «Приз книжного сообщества», «За заслуги перед интеллектуальным сообществом»[33].
- 2020 год — премия Егора Гайдара, присуждаемая Фондом Егора Гайдара, «за действия, способствующие формированию гражданского общества»[34].